# Bobina de Tesla

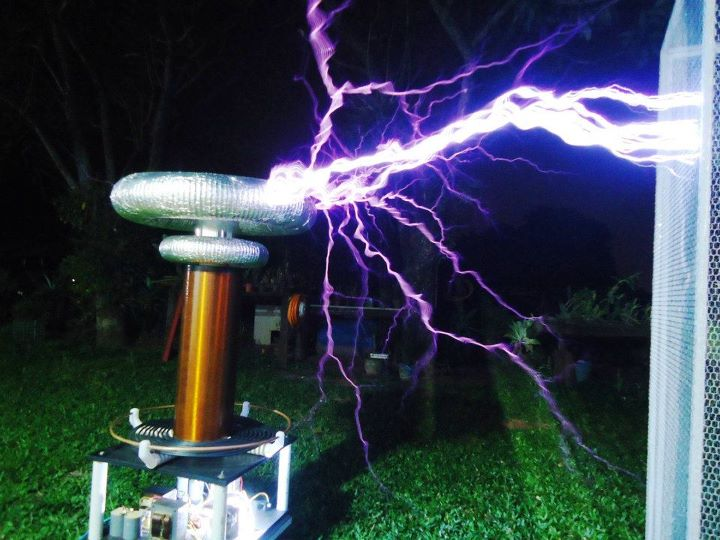
Ejemplar de la bobina de Nikola Tesla.

Una bobina de Tesla es un tipo de transformador resonante, llamado así en honor a su inventor, Nikola  Tesla, quien la patentó en 1891. La bobina de Tesla está compuesta por una serie de circuitos eléctricos resonantes acoplados. Nikola Tesla experimentó con gran variedad de bobinas y configuraciones, de modo que el prototipo patentado es diferente de sus primeros prototipos y de los que continuó probando [cita requerida]. Las bobinas de Tesla de mayor tamaño pueden provocar chispas eléctricas con una longitud de varios metros.

## Historia

### Primeras bobinas

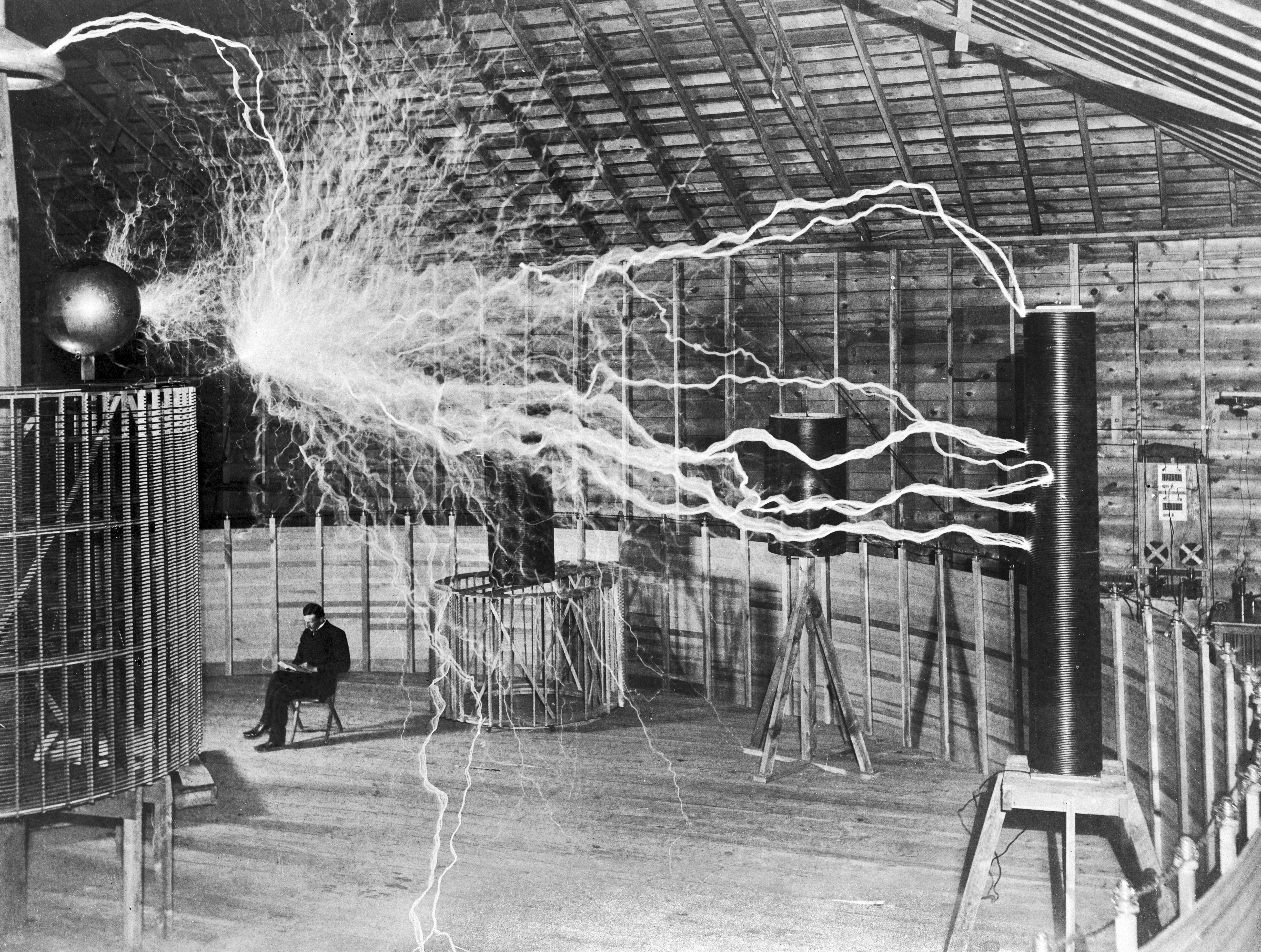
Famosa fotografía del inventor Nikola Tesla en su laboratorio en diciembre de 1899, supuestamente sentado leyendo junto a su gigantesco "Bobina de Tesla" generadora de alto voltaje mientras la máquina producía enormes rayos de electricidad. La foto fue un truco promocional del fotógrafo Dickenson V. Alley hecha con una doble exposición. Primero se fotografiaron las enormes chispas de la máquina en la habitación a oscuras, luego se expuso la placa fotográfica nuevamente con la máquina apagada y Tesla sentado en la silla. En sus Notas de Colorado Springs, Tesla admitió que la foto es falsa: "¡Por supuesto, la descarga no se estaba reproduciendo cuando el experimentador fue fotografiado, como podría imaginarse!"

La revista American Electrician dio una descripción de una de las primeras bobinas de Tesla, según la cual, un transportador universal de 22 voltios extras  15 cm por 10
0 cm se le enrollaban entre 60 y 80 vueltas de hilo de cobre de calibre 18 AWG.

### Bobinas Tesla disruptivas
En la primavera de 1891, Nikola Tesla realizó una serie de demostraciones con varias máquinas ante el American Institute of Electrical Engineers del Columbia College. Así Continuo con las investigaciones iniciales voltaje y frecuencia de William Crookes, Tesla diseñó y construyó una serie de bobinas que produjeron corrientes de alto voltaje y alta frecuencia, asociadas a condensadores (capacitores). Estos condensadores consistían en placas móviles en aceite. Cuanto más pequeña era la superficie de las placas, mayor era la frecuencia de estas primeras bobinas. Las placas resultaban también útiles para eliminar la elevada auto inductancia de la bobina secundaria, añadiendo capacidad a ésta. También se colocaban placas de mica en el explosor para establecer un chorro de aire a través de él. Esto ayudaba a extinguir el arco eléctrico, haciendo la descarga más abrupta. Una ráfaga de aire se usaba también con este objetivo.
Los condensadores se conectan a un circuito primario doble (cada bobina en serie con un condensador). Estos son parte de la segunda bobina disruptiva construida especialmente. Cada primario tiene veinte vueltas de cable cubierto por caucho N.º 16 B&S y están enrollados por separado en tubos de caucho con un grosor no inferior a 3 mm. El secundario tiene 300 vueltas de cable magnético cubierto de seda N.º 30 B&S, enrollado en un tubo de caucho y en sus extremos encajado en tubos de cristal o caucho. Los primarios tienen que ser suficientemente largos como para estar holgados al colocar la segunda bobina entre ambos. Los primarios deben cubrir alrededor de 5 cm del secundario. Debe colocarse una división de caucho duro entre las bobinas primarias. Los extremos de las primarias que no están conectados con los condensadores se dirigirán al explosor.
En System of Electric Lighting (23 de junio de 1891), Tesla describió esta primera bobina disruptiva. Concebida con el propósito de convertir y suplir energía eléctrica en una forma adaptada a la producción de ciertos nuevos fenómenos eléctricos, que requerían corrientes de mayores frecuencia y potencial. También especificaba un mecanismo descargador y almacenador de energía en la primera parte de un transformador de radiofrecuencia. Ésta es la primera aparición de una alimentación de corriente de RF capaz de excitar una antena para emitir potente radiación electromagnética.
Otra de estas primeras bobinas Tesla fue protegida en 1897 por patente, Electrical Transformer. Este transformador desarrollaba (o convertía) corrientes de alto potencial y constaba de bobinas primaria y secundaria (opcionalmente, uno de los terminales de la secundaria podía estar conectado eléctricamente con la primaria; similarmente a las modernas bobinas de encendido). Esta bobina Tesla tenía la secundaria dentro y rodeada por las convoluciones de la primaria. Esta bobina Tesla constaba de bobinas primaria y secundaria enrolladas en forma de espiral plana. El aparato estaba también conectado a tierra cuando la bobina estaba en funcionamiento.

### Bobinas posteriores

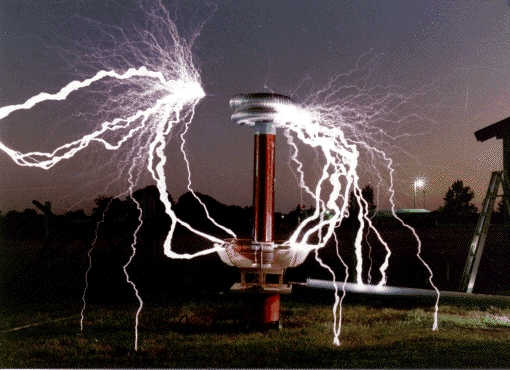
Fotografía de los arcos eléctricos producidos por una bobina de Tesla.

Estas bobinas posteriores son los dispositivos que construyen usualmente los aficionados. Son transformadores resonantes con núcleo de aire que genera muy altos voltajes en radiofrecuencias. La bobina alcanza una gran ganancia transfiriendo energía de un circuito resonante (circuito primario) a otro (secundario) durante un número de ciclos. 
Aunque las bobinas Tesla modernas están diseñadas usualmente para generar largas chispas, los sistemas originales de Tesla fueron diseñados para la comunicación sin cables, de tal manera que él usaba superficies con gran radio de curvatura para prevenir las descargas de corona y las pérdidas por streamers.
La intensidad de la ganancia en voltaje del circuito es proporcional a la cantidad de carga desplazada, que es determinada por el producto de la capacitancia del circuito, el voltaje (que Tesla llamaba “presión”) y la frecuencia de las corrientes empleadas. Tesla también empleó varias versiones de su bobina en experimentos con fluorescencia, rayos X, potencia sin cables para transmisión de energía eléctrica, electroterapia, y corrientes telúricas en conjunto con electricidad atmosférica.
Las bobinas posteriores constan de un circuito primario, el cual es un circuito LC (inductancia-condensador) en serie compuesto de un condensador de alto voltaje, un spark gap, y una bobina primaria; y un circuito secundario, que es un circuito resonante en serie compuesto por la bobina secundaria y el toroide. En los planos originales de Tesla, el circuito LC secundario está compuesto de una bobina secundaria cargada que es colocada en serie con una gran bobina helicoidal. La bobina helicoidal estaba entonces conectada al toroide. La mayor parte de las bobinas modernas usan sólo una única bobina secundaria. El toroide constituye una de las terminales de un condensador, siendo la otra terminal la Tierra. El circuito LC primario es “ajustado” de tal forma que resonará a la misma frecuencia del circuito secundario. Las bobinas primaria y secundaria están débilmente acopladas magnéticamente, creando un transformador con núcleo de aire resonante. Sin embargo, a diferencia de un transformador convencional, que puede acoplar el 97%+ de los campos magnéticos entre los arrollamientos, estos están acoplados, compartiendo sólo el 10-20% de sus respectivos campos magnéticos.
La mayoría de los transformadores aislados por aceite necesitan potentes aislantes en sus conexiones para prevenir descargas en el aire. Posteriores versiones de la bobina de Tesla distribuyen su campo eléctrico sobre una larga distancia para prevenir elevado estrés eléctrico en el primer lugar, permitiendo así operar libremente en aire.
Los terminales consisten en una estructura metálica con la forma de un toroide, cubierta con una placa metálica circular de curvatura suave (formando una superficie conductora muy grande). Tesla usó en su aparato más grande este tipo de elemento dentro de una cúpula. El terminal superior tiene relativa poca capacitancia, cargado al mayor voltaje que es posible. La superficie exterior del conductor elevado es donde principalmente se acumula la carga eléctrica. Posee un gran radio de curvatura, o está compuesto por elementos separados los cuales, respecto a su propio radio de curvatura, están colocados cercanos entre sí de tal forma que la superficie exterior resultante tiene un gran radio.

## Uso y producción

Esquema típico de una bobina Tesla
Este circuito de ejemplo está diseñado para ser alimentado con corrientes alternas. Aquí el spark gap corta la alta frecuencia a través del primer transformador. Una inductancia, no mostrada aquí, protege el transformador..

Configuración alternativa de una bobina Tesla
Este también alimentado por corrientes alternas. Sin embargo, aquí el transformador de la alimentación AC debe ser capaz de tratar altos voltajes a altas frecuencias.

### Transmisión
Una bobina de Tesla grande de diseño actual puede operar con niveles de tensión con picos muy altos, hasta muchos megavoltios (un millón de voltios). Debe por tanto ser ajustada y operada cuidadosamente, no solo por eficiencia y economía, sino también por seguridad. Si, debido a un ajuste inapropiado, el punto de máximo voltaje ocurre por debajo de la terminal, a lo largo de la bobina secundaria, una chispa de descarga puede dañar o destruir el cable de la bobina, sus soportes o incluso objetos cercanos.
Tesla experimentó con estas y muchas otras configuraciones de circuitos (ver a la derecha). El arrollamiento primario, el hueco entre los electrodos donde salta la chispa y el depósito condensador están conectados en serie. En cada circuito, el transformador de la alimentación AC carga el depósito condensador hasta que su voltaje es suficiente para producir la ruptura del spark gap. El gap se dispara, permitiendo al depósito condensador cargado descargarse en la bobina primaria. Una vez que el gap se dispara, el comportamiento eléctrico de cada circuito es idéntico. Los experimentos han mostrado que ninguno de los circuitos ofrece ninguna ventaja de rendimiento sobre el otro.
Sin embargo, en el circuito típico (arriba), el cortocircuitar el spark gap previene que las oscilaciones de alta frecuencia 'vuelvan' al transformador. En el circuito alterno, oscilaciones de alta amplitud y alta frecuencia que aparecen a lo largo del condensador también son aplicadas a la bobina del transformador. Esto puede inducir descargas de corona entre los giros que debiliten y finalmente destruyan el aislamiento del transformador. Constructores experimentados de bobinas Tesla utilizan casi exclusivamente el circuito superior, generalmente añadiendo filtros pasa baja (redes de resistencias y condensadores) entre el transformador y el explosor. Esto es especialmente importante cuando se usan transformadores con oscilaciones de alto voltaje frágiles, como transformadores de luces de neón (NST en sus siglas en inglés). Independientemente de la configuración que se use, el transformador HV debe ser del tipo que auto-limita su corriente secundaria por medio de inductancias de fuga interna. Un transformador de alto voltaje normal (con baja inductancia de fuga) debe utilizar un limitador externo (a veces llamado ballast) para limitar la corriente. Los NST están diseñados para tener inductancia de fuga alta, para limitar sus cortocircuitos a niveles seguros.

### Seguridad y precauciones
En el ajuste de la bobina la frecuencia de resonancia de la bobina primaria se ajusta al mismo valor de la bobina secundaria. Es recomendable para comenzar usar oscilaciones de baja potencia, y a partir de estas incrementar la potencia hasta el momento en el que el aparato esté bajo control. Mientras se ajuste, se suele añadir una pequeña proyección (llamada "breakout bump") al terminal superior para estimular descargas de corona y de chispas (también llamadas "streamers") en el aire circundante. La bobina puede entonces ajustarse para conseguir las descargas más largas a una cierta potencia dada, correspondiendo a la coincidencia de frecuencias entre la bobina primaria y la secundaria. La "carga" capacitiva de estos streamers tiende a bajar la frecuencia resonante de una bobina Tesla funcionando a potencia máxima. Por distintas razones técnicas, resulta efectivo elegir a los terminales superiores de la bobina con forma toroidal
, lo que hace que el circuito primario empiece a oscilar. La corriente oscilante crea un campo magnético que se acopla con el segundo arrollamiento, transfiriendo energía a la parte secundaria del transformador y produciendo que este oscile con la capacitancia toroidal. La transferencia de energía ocurre durante varios ciclos, y la mayor parte de la energía que originalmente se encontraba en la parte primaria, pasa a la secundaria. Cuanto mayor es el acoplamiento magnético entre los arrollamientos, menor será el tiempo requerido para completar la transferencia de energía. Según la energía crece en el circuito oscilante secundario, la amplitud del voltaje RF del toroide crece rápidamente, y en el aire circundante al toroide se produce una ruptura del dieléctrico, formando una descarga de corona.
Según se sigue incrementando la energía (y el voltaje exterior) de la segunda bobina, se producen pulsos mayores de corriente de desplazamiento que ionizan y calientan el aire. Esto forma una “raíz” de plasma caliente muy conductora, llamada chispa directora que se proyecta hacia el exterior del toroide. El plasma en esta “conductora” está considerablemente más caliente que una descarga de corona, y es considerablemente más conductora. De hecho, tiene propiedades similares a un arco eléctrico. La conductora se bifurca en miles de descargas mucho más finas, similares a cabellos, llamadas streamers.
Estos streamers son como una “niebla” azulada al final de las conductoras más luminosas, y son estos los que transfieren la carga entre el toroide y las regiones espaciales de carga circundantes. Las corrientes de desplazamiento de incontables streamers alimentan a la conductora, ayudando a mantenerla caliente y eléctricamente conductora.
En una bobina Tesla con explosor, el proceso de transferencia de energía entre los circuitos primarios y secundarios ocurre repetidamente a unas tasas típicas de transferencia de 50/500 veces por segundo, y los canales conductores previamente formados no tienen oportunidad de enfriarse totalmente entre pulsos. De esta forma, en pulsos sucesivos, las nuevas descargas pueden construirse en los rastros calientes dejados por sus predecesoras. Esto produce un crecimiento consecutivo de las conductoras de un pulso al siguiente, alargando la descarga en cada pulso sucesivo.
La repetición de los pulsos produce que las descargas crezcan hasta que la energía media que está disponible en la bobina Tesla durante cada pulso se equilibre con la energía media perdida en las descargas (mayormente por calor). En este punto se alcanza el equilibrio dinámico, y las descargas alcanzan su máxima longitud para esa potencia exterior de la bobina. Esta única combinación de un alto voltaje creciente de radiofrecuencia y una repetición de pulsos parece ajustarse de forma ideal para crear descargas largas y bifurcadas que son considerablemente mayores que las que se podrían esperar simplemente considerando el voltaje exterior. Más de 100 años después del uso de las primeras bobinas Tesla, hay muchos aspectos de las descargas y de los procesos de transferencia de energía que todavía no se comprenden en su totalidad.

## El mito del efecto pelicular o piel (skin effect)
Los peligros de las corrientes de alta frecuencia se perciben a veces como menores que los producidos a bajas frecuencias. Esto se suele interpretar, erróneamente, como debido al efecto pelicular, un efecto que tiende a inhibir la corriente alterna que fluye dentro de un medio conductor. Aunque el efecto películar es aplicable dentro de conductores eléctricos (por ejemplo metales), la “profundidad de penetración” del tejido humano, a las frecuencias típicas de una bobina Tesla, es del orden de los 100 cm o más. Esto significa que corrientes de alta frecuencia seguirán fluyendo preferentemente a través de partes mejor conductoras del cuerpo como el sistema circulatorio y el nervioso. En realidad, el sistema nervioso de un ser humano no siente directamente el flujo de corrientes eléctricas potencialmente peligrosas por encima de 15/20 kHz; para que los nervios sean activados, un número significativo de iones deben cruzar su membrana antes de que la corriente (y por lo tanto el voltaje) se revierta. Debido a que el cuerpo no provee una señal de shock, los inexpertos pueden tocar los streamers exteriores de una pequeña bobina Tesla sin sentir dolorosos shocks. Sin embargo, hay pruebas entre experimentadores de bobinas Tesla de haber sufrido daño temporal en los tejidos, el cual puede ser observado como dolor de músculos, articulaciones u hormigueo durante horas e incluso días después. Se cree que esto puede deberse a los efectos dañinos del flujo de corrientes internas, y es especialmente común con bobinas Tesla de onda continua, de estado sólido o de vacío.
Grandes bobinas Tesla y amplificadores pueden producir niveles peligrosos de corriente de alta frecuencia, y también altos voltajes (250.000/500.000 voltios o más). Debido a sus altos voltajes se pueden producir descargas potencialmente letales desde los terminales superiores. Doblando el potencial exterior se cuadruplica la energía electrostática almacenada en un terminal de cierta capacitancia dada. Si un experimentador se sitúa accidentalmente en el camino de una descarga de alto voltaje a tierra, el shock eléctrico puede causar espasmos involuntarios y puede inducir fibrilación ventricular e incluso la muerte. Incluso bobinas de baja potencia de vacío o de estado sólido pueden producir corriente de radiofrecuencia que son capaces de causar daños temporales en tejidos internos, nervios o articulaciones a través de calentamiento Joule. Además un arco eléctrico puede carbonizar piel, produciendo dolorosas y peligrosas quemaduras que pueden alcanzar el hueso, y que pueden durar meses hasta su curación. Debido a estos riesgos, los experimentadores con conocimientos evitan el contacto con los streamers de todos excepto los sistemas más pequeños. Los profesionales suelen usar otros medios de protección como una jaula de Faraday, o trajes de cota de malla para evitar que las corrientes penetren en el cuerpo. Una amenaza que no se suele tener en cuenta es que un arco de alta frecuencia puede golpear el primario, pudiendo producirse también descargas mortales.

## Casos y dispositivos
Los laboratorios Tesla de Colorado Springs poseían una de las bobinas Tesla más grande jamás construida, conocida como el “transmisor amplificador” ("Magnifying Transmitter"). Este es algo diferente de una bobina Tesla clásica de dos bobinas. Un amplificador usa un sistema de dos bobinas para excitar la base de una tercera bobina (resonador) que está situada a cierta distancia del primero. Los principios operativos de ambos sistemas son similares.
La bobina Tesla más grande jamás construida fue hecha por Greg Leyh. Es una unidad de 3.000.000 de voltios, parte de una escultura de 12 m de alto. El propietario es Alan Gibbs y actualmente reside en un parque escultural privado en Kakanui Point cerca de Auckland (Nueva Zelanda).
Una versión moderna de baja potencia de la bobina Tesla se usa para alimentar la iluminación de esculturas y dispositivos similares.

## Popularidad
Las bobinas de Tesla son dispositivos, muy populares entre ciertos ingenieros eléctricos y entusiastas de la electrónica. A alguien que construye una bobina de Tesla como hobby se le llama “bobinador Tesla”. Hay incluso convenciones donde la gente acude con sus bobinas caseras y otros dispositivos de interés. Las bobinas Tesla de baja energía se usan también como fuentes de alto voltaje para la fotografía Kirlian. También se usan como elementos educacionales.
En la actualidad lo que comenzó como un hobby, Greg Leyh fabricó la mayor bobina Tesla jamás construida.

### En la ficción
- En el juego Fallout 3, Fallout New Vegas y Fallout 4.
- En los juegos "Clash Royale" y "Clash Of Clans" aparece con el nombre de "Torre Tesla", aunque se menciona que su funcionamiento se debe a una nube de tormenta que fue encerrada por magos desconocidos en dicha estructura.
- Las bobinas Tesla aparecen como armas en muchos juegos de ordenador, generalmente disparando pulsos de electricidad a los enemigos. También aparecen otras armas con la palabra Tesla en sus nombres. Ejemplos de estos juegos son: Blood, Command & Conquer: Red Alert, Destroy All Humans!, Arcanum: Of Steamworks and Magick Obscura, Return to Castle Wolfenstein, Wolfenstein (videojuego)(versión del 2009),Tremulous (un mod de Quake3), World of Warcraft, Bioshock Infinite, Dystopia (un mod de Half-Life 2), Ratchet and Clank, BloodRayne 2, Crimson Skies, Blazing Angels 2 Secret Missions From WW2, Kingdom Rush y Fallout 3(dlc broken steel), Bloodborne.
- En el juego "Sims: Bustin' Out", para la Gamecube de Nintendo, la GBA y la PS2, es posible comprar una bobina Tesla. Cuando los Sims la usan, les da experiencia mecánica.
- En las novelas y películas de terror la bobina de Tesla es una de las principales herramientas de los laboratorios de los sabios y científicos locos. Se la distingue a primera vista por los imponentes rayos artificiales que genera cuando está encendida. Ejemplos: Frankenstein, El Dr. Jekyll y Mr. Hyde, El entierro prematuro, Yo monstruo, etc.
- En la película de Jim Jarmusch Coffee and Cigarettes (2003), una de las secciones en las que está dividida la película se titula "Jack shows Meg his Tesla coil". En ella actúan Jack y Meg White, músicos del grupo "The White Stripes". En la escena, los dos aparecen tomando un café, y Jack le explica a Meg el trabajo de Tesla, y le muestra una bobina Tesla que ha construido.
- En la película "El truco final: El prestigio" aparece una clara alusión a Nikola Tesla así como a la bobina que lleva su nombre.
- En el Juego Assassins Creed 2 se menciona que Nikola Tesla habría creado La Bobina Tesla gracias al conocimiento y energía que le brindaba un Fragmento del Edén. Finalmente Nikola Tesla utilizó su invención para destruir dicho fragmento cuando este le fue arrebatado y llevado a Tunguska, provocando el Evento de Tunguska. Así como en el juego Monsters deluxe de Pixel Junk ( un tower defense) en el cual aparece una torre de corto alcance llamada Torre tesla la cual ataca con descargas eléctricas a las oleadas de enemigos.
- En el juego Tomb Raider: Legend se desarrolla toda una fase en un laboratorio soviético especializado en la investigación de Tesla. En dicha fase se pueden usar cañones que usan la bobina de Tesla, o es necesario esquivar chispas provenientes de bobinas de Tesla.
- En la película de 2010 El Aprendiz del Brujo de Disney, David (Jay Baruchel) usa la bobina para aumentar su poder mágico al final del largometraje.

- En el juego Infamous 2 se le atribuye misil Tesla a un misil cargado de electricidad que reactiva generadores eléctricos a distancia y daña a enemigos tocados por el.
- En el juego Dead Island hay una modificación llamada Tesla, es un gran mazo que puede dar un gran golpe eléctrico a los adversarios.
- En el juego Six Guns aparece un rifle Tesla que dispara bolas de electricidad.
- En el juego The Order: 1886 aparece el joven Nikola Tesla, que proporciona herramientas y armas de su invención al protagonista.
- En el anime Occultic;Nine se menciona que la radio que el protagonista trae consigo tiene integrada una bobina de Tesla.
- En el juego Beach Buggy Racing 2 existe un poder especial de coche llamado Bobina de Tesla, que tiene como finalidad neutralizar con un pequeño rayo de electricidad a los coches cercanos.
- En el juego Red Dead Redemption 2 aparece un personaje secundário el cual hace clara referencia a Nikola Tesla.